# ديفيد مايو
ديفيد مايو (بالإنجليزية: David Mayo)‏ هو لاعب كرة قدم أمريكية أمريكي، ولد في 18 أغسطس 1993 في سانت هيلين في الولايات المتحدة.

## وصلات خارجية
- ديفيد مايو على موقع مرجع كرة القدم المحترفة.كوم (الإنجليزية)